# ラハの滝

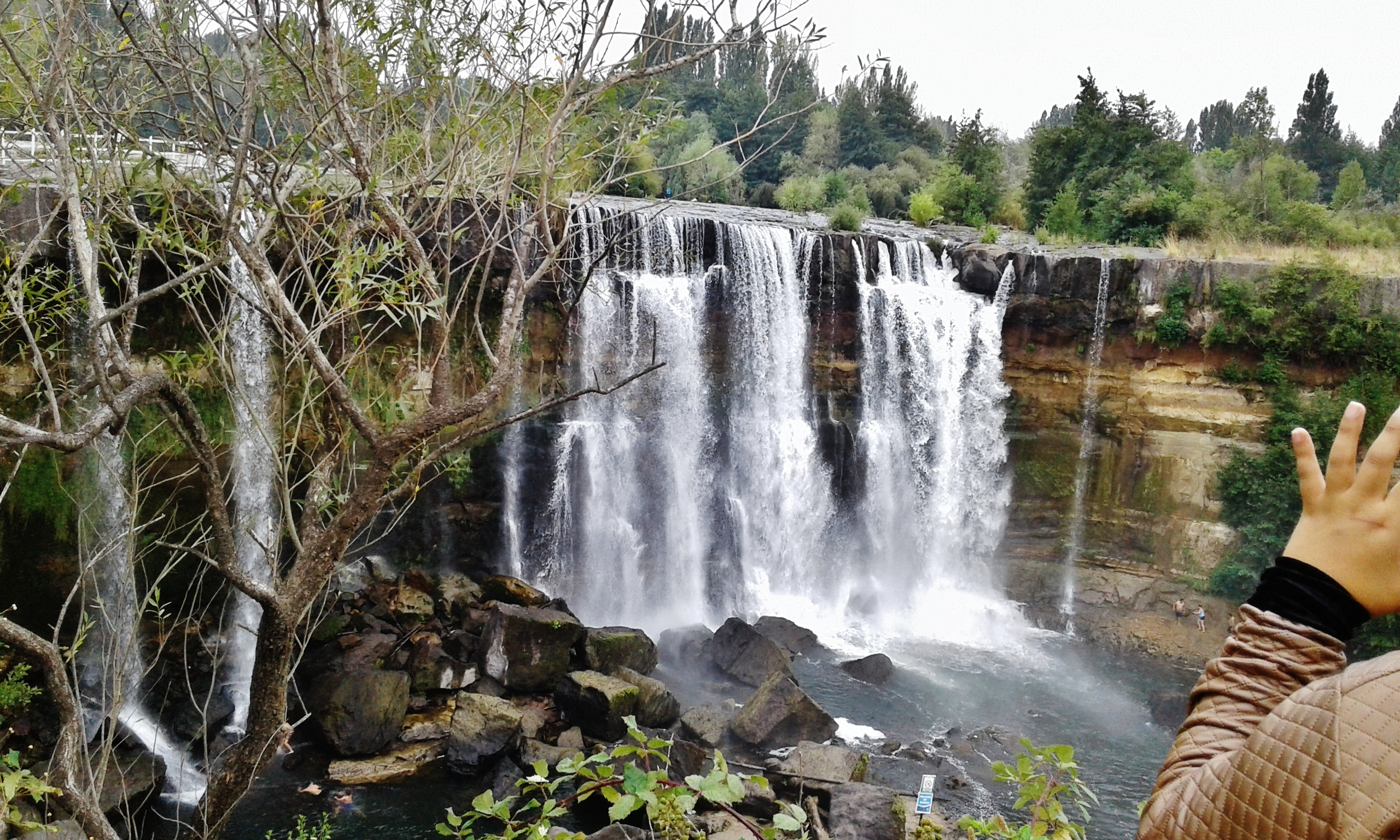
ラハの滝。

ラハの滝（ラハのたき、スペイン語、Salto del Laja）とは、南アメリカ大陸の南西部を太平洋の方向へと流れるラハ川に存在する、瀑布である。なお、行政区分ではチリ共和国のビオビオ州に属する。

## 概要

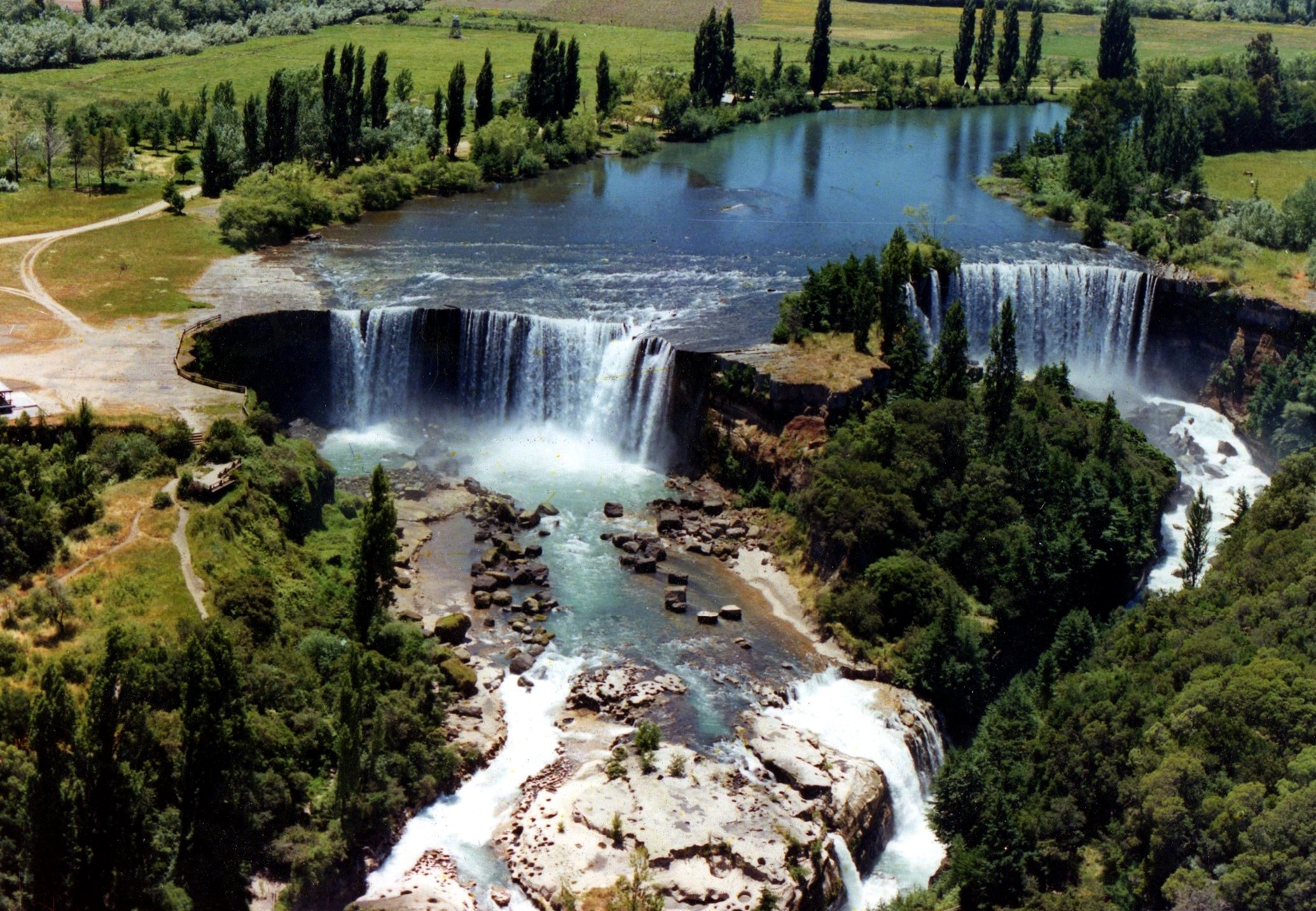
東の2つの滝の航空写真。

ラハの滝は、ラハ川に存在する滝である。この滝のおおよその位置は、南緯37度12分56秒、西経72度23分00秒付近である。ラハの滝は、大きく分けて4つの滝が並んだ状態になっている。この4つの滝は、いずれもラハ川の水が流れ落ちて形成されているものである。これら4つの滝を合わせた、ラハの滝全体の幅は、おおよそ455mに及ぶ

。
ただし、落差は4つの滝が全て同じというわけではなく、4つの滝の中で最も東に位置する滝の落差が約35mと最大であるのに対し、西に位置する滝の落差は20m程度しかない。なお、ラハ川は、ラハの滝より下流側では、狭い峡谷を形成している。

## 滝消滅の危機
ラハの滝は、ラハ川の水の新たな利用計画によって、消滅の危機に陥ったことがある。1984年にラハの滝よりも上流からラハ川の水を、私企業が水路を新設して北方に流し、その水を水力発電に利用する計画が持ち上がった。この計画には反対運動も起こり、計画差し止めのための訴訟も起こされたものの、チリの最高裁判所は反対派の訴えを退けてしまった。この最高裁判所の判決によって、この私企業の計画は実現に向けて前進した。しかしながら、その後の政治の場での議論などの結果、この計画は断念され、実現しなかった

。

## 滝の周辺
ラハの滝のそばには、パンアメリカンハイウェイの支線が通っている

。
この滝が位置するのはチジャンとロスアンヘルスとの間の区間である。そして、この滝の周辺は観光地化されている。